# Una cuerda, un colt
Una cuerda, un colt es una película del género wéstern de 1969 dirigida, protagonizada y coescrita por Robert Hossein. Producida entre Italia y Francia, contó además con la participación de Michèle Mercier, Guido Lollobrigida y Daniele Vargas en los papeles principales.

## Sinopsis
Will Rogers, el patriarca de una acaudalada familia ganadera, obliga a los hermanos Caine (Ben, Thomas y Eli) a vender su ganado. En represalia, los Caine roban un cargamento de monedas de oro destinado a los Rogers; durante su huida, Ben resulta herido. Thomas y Eli cabalgan hacia su rancho, mientras que Ben, al regresar a su casa, es emboscado por los Rogers y linchado mientras su esposa, María, es obligada por los hijos de Will a observar. Los Rogers se dirigen entonces al rancho de Thomas y Eli y queman su casa. Los hermanos cabalgan hasta la casa de María para encontrarla enterrando a su marido, y le dan una tercera parte del dinero robado. A partir de entonces se desata una historia de crimen y venganza.

## Reparto
- Michèle Mercier es Maria Caine
- Robert Hossein es Manuel
- Guido Lollobrigida es Thomas Caine
- Daniele Vargas es Will Rogers
- Michel Lemoine es Eli Caine
- Anne-Marie Balin es Johanna Rogers
- Serge Marquand es Larry Rogers
- Pierre Hatet es Frank Rogers
- Philippe Baronnet es Bud Rogers
- Pierre Collet es Ben